# رودفاریاب
رودفاریاب ، روستایی است از توابع بخش ارم در شهرستان دشتستان استان بوشهر ایران.

## موقعیت و مشخصات
این روستا در بخش ارم در ۶۵ کیلومتری شرق برازجان و در جنوب کوه بزپر و ۱۲ کیلومتری شهر تنگ ارم واقع است. به عبارت دیگر که از جنوب به شهر تنگ ارم و از شمال به دهکده جمیله و از غرب به کوهای سر به فلک کشیده گیسکان و از شرق به کوهای کلشاخ واقع شده است.
رودفاریاب منطقهٔ کوهستانی است و هوایی گرم دارد. آب آن از چاه آب تأمین می‌شود و محصولش غلات و خرما و مرکبات و میوه، و شغل اهالی کشاورزی و باغبانی و دامداری و صنایع دستی از قبیل گلیم و قالیبافی است.
این روستا دارای یک مرکز بهداشتی، یک کتابخانه، دو مدرسه ابتدایی، دو مدرسه راهنمایی، و دو دبیرستان است.
روستای رودفاریاب به علت داشتن آبشار زیبا و باغ‌های انبوه و نماهای خاص خود یکی از قطب‌های گردشگری انتخاب شده است.

## مردم
ساکنان اولیه این روستا به زبان فارسی و لهجه رودفاریابی سخن می گویند. در سه دهه اخیر نیز با گسترش یکجا نشینی عشایر مردمانی از ایل قشقایی ، طایفه فارسیمدان در این روستا ساکن شدند که به زبان ترکی قشقایی سخن می گویند.

## جاذبه‌های گردشگری
هم چنین قابل ذکر است که رودخانه رودفاریاب که از کوهای گیسکان سرچشمه و پس از گذر از تنگ فاریاب موجب ایجاد طبیعت زیبای منحصربه‌فردی در تنگ فاریاب گشته و پس از گذر از تنگ فاریاب و ایجاد باغها در مسیر خود از آبشار رودفاریاب سرازیر و پس از گذر کیلومترها به رودخانه دالکی متصل می‌شود آبشار رودفاریاب با سرمایه‌گذاری سازمان جهانگردی استان بوشهر اکنون بعد از گذشت نزدیک به ۱۵ سال کار بر روی آن به عنوان یک قطب تفریحی و توریستی مبدل شده‌است ولی بعد از گذشت سال‌ها هنوز پروژه بزرگ آبشار رودفاریاب که مهمترین نقطه گردشگری روستا می‌باشد تمام نشده و به حالت نامعلوم به حال خود رها شده است.
لازم بذکر است که این روستای زیبا و متمدن بعد از گذشت نزدیک به دو دهه از لحاظ آب کشاورزی و آشامیدنی در وضعیت بحرانی قرار دارد که متأسفانه پیگیری‌های مردمی نیز مشکلی را حل ننموده است.

## جمعیت
این روستا در دهستان ارم قرار داشته و بر اساس سرشماری سال ۱۳۹۰ جمعیت ۱۸۹۰نفر (۴۵۵خانوار) بوده‌است.